# Szkoła Podchorążych Polskiego Korpusu Posiłkowego
Szkoła Podchorążych Polskiego Korpusu Posiłkowego – szkoła kształcąca kandydatów na oficerów piechoty Polskiego Korpusu Posiłkowego, powstała we wrześniu 1916 roku w Małopolsce.
Po likwidacji Legionów Polskich we wrześniu 1916 powstał z części sił Legionów Polski Korpus Posiłkowy. Przy dowództwie Polskiego Korpusu Posiłkowego powołano Szkołę Podchorążych. W szkole kształcono według programu austriackiej szkoły podchorążych rezerwy czasu wojennego. Kurs trwał 7 tygodni, 376 godzin szkoleniowych. Do Szkoły przyjmowano przeszkolonych żołnierzy i podoficerów, najchętniej z doświadczeniem bojowym. Celem było szybkie wyszkolenie dowódców plutonów do walk na froncie. W zakresie taktycznym szkolono powierzchownie, przyjmując, że przyszły oficer wiedzę w tym zakresie zdobędzie na froncie. Słuchaczom  wpajano bezwzględne zaufanie do cesarza Franciszka Józefa, posłuszeństwo generałom i oficerom armii austriackiej i niemieckiej. W lipcu 1917 kiedy Polski Komitet Posiłkowy odmówi złożenia przysięgi na wierność Niemiec Szkołę rozwiązano. 
Szkoła wykształciła kilkudziesięciu dowódców plutonów i kompanii. Po zakończonym kursie absolwenci otrzymywali stopień aspiranta oficerskiego, a najlepsi stopień podchorążego. 